# Bockstael
Bockstael – stacja metra w Brukseli, na linii 6. Znajduje się w gminie Laeken. Zlokalizowana jest pomiędzy stacjami Pannenhuis i Stuyvenbergh. Została otwarta 6 października 1982.